# Euphorbia fusiformis
Euphorbia fusiformis är en törelväxtart som beskrevs av Buch.-ham. och David Don. Euphorbia fusiformis ingår i släktet törlar, och familjen törelväxter.

## Underarter
Arten delas in i följande underarter:
- E. f. fusiformis
- E. f. khandallensis